# Blu di Corsica
Il Bleu de Corse è un formaggio erborinato prodotto con latte di pecora e/o di capra della Corsica prodotto negli altopiani della Corsica settentrionale.
Ha un gusto piccante ed il periodo migliore per gustarlo è in autunno.
È stagionato per 6 mesi .